# Powiat wołkowyski
Powiat wołkowyski – jednostka administracyjna z siedzibą w Wołkowysku, w latach 1919–1920 pod polską administracją, w okręgu brzeskim Zarządu Cywilnego Ziem Wschodnich, w latach 1920–1921 w okręgu nowogródzkim, w latach 1921–1939 (1945) w województwie białostockim II Rzeczypospolitej.
Wcześniej powiat w płn.-wsch. części guberni grodzieńskiej, utworzony na miejsce wołkowyskiego starostwa grodowego Rzeczypospolitej. Pokrywa się częściowo z dzisiejszym rejonem wołkowyskim na Białorusi. Niewielki, zachodni skrawek powiatu, który pozostał na terytorium Polski, wchodzi obecnie w skład powiatów białostockiego i hajnowskiego.

## Historia
7 czerwca 1919 roku powiat wołkowyski został włączony do nowo utworzonego okręgu brzeskiego Zarządu Cywilnego Ziem Wschodnich. 20 grudnia 1920 wszedł w skład okręgu nowogródzkiego. 19 lutego 1921 roku został przyłączony do województwa białostockiego.
W wyniku napaści ZSRR na Polskę we wrześniu 1939 r. obszar powiatu znalazł się pod okupacją sowiecką. 2 listopada władze sowieckie włączyły go w skład Białoruskiej SRR. Była to decyzja niezgodna z prawem międzynarodowym i jako taka nie została uznana przez władze Polski i społeczność międzynarodową. W czasie II wojny światowej większość państw świata uznawała powiat wołkowyski jako okupowane terytorium Polski.
Powiat formalnie przestał istnieć w 1945 roku, kiedy to nowe, komunistyczne władze Polski oficjalnie uznały jego podział między Polskę i ZSRR. Większość jego obszaru znalazła się na terytorium Białoruskiej SRR.
W składzie Polski pozostał jedynie niewielki zachodni skrawek powiatu:
- cała gmina Tarnopol,
  - włączono głównie do gminy Michałowo w powiecie białostockim (gromady Bołtryki, Bondary, Odnoga, Suszcza i Tanica), oraz do nowo utworzonej gminy Narewka w powiecie bielskim (gromady Eliaszuki, Grodzisk, Leśna, Lewkowo Nowe, Lewkowo Stare, Łuka, Mikłaszewo, Nowiny, Planta, Siemianówka i Tarnopol);
- 18 z 22 gromad gminy Jałówka (z siedzibą łącznie),
  - włączono głównie do gminy Michałowo (15 z 16 gromad) oraz wyjątkowo do gminy Gródek (gromada Kituryki) w powiecie białostockim;
- osada Rękaw z gminy Świsłocz,
  - włączono do gminy Michałowo w powiecie białostockim.

## Demografia
Według tezy Alfonsa Krysińskiego i Wiktora Ormickiego, część terytorium powiatu (gminy: Zelwa, Zelzin, Sławatycze, Łysków, Podorosk i Międzyrzecz) wchodziła w skład tzw. zwartego obszaru białoruskiego, to znaczy Białorusini stanowili na nim narodowość dominującą. Pozostałe gminy powiatu należały do tzw. zwartego obszaru białorusko-polskiego, to znaczy prawosławna ludność białoruska zamieszkiwała jedynie tereny wiejskie, zaś w większych miejscowościach dominowali Polacy.
Według spisu ludności w grudniu 1919 roku powiat wołkowyski okręgu brzeskiego ZCZW zamieszkiwało 97 215 osób. Na jego terytorium znajdowały się 794 miejscowości, z których 7 miało 1–5 tys. mieszkańców i 1 miała ponad 5 tys. mieszkańców. Był nią Wołkowysk z 8472 mieszkańcami.
Według spisu powszechnego z 1921 roku, powiat w ówczesnych granicach zamieszkiwało 115261 osób, w tym 80198 (69,6%) Polaków, 23933 (20,8%) Białorusinów, 10704 (9,3%) Żydów, 316 (0,3%) Rosjan, 51 Rusinów, 25 Niemców, 9 Litwinów, 9 Tatarów, 2 Finów, 2 Łotyszy, 1 Francuz, 1 Szwed i 10 osób o nie ustalonej narodowości.

## Religia
Według spisu powszechnego z 1921 roku, 53308 (46,2%) mieszkańców powiatu w ówczesnych granicach wyznawało rzymski katolicyzm, 47954 (41,6%) prawosławie, 13672 (11,6%) judaizm, 260 protestantyzm, 31 islam, 26 greko-katolicyzm, 758 (0,7%). W przypadku 10 osób nie ustalono wyznania.

## Oświata
W powiecie wołkowyskim okręgu brzeskiego ZCZW, w roku szkolnym 1919/1920 działało 48 szkół powszechnych i 1 szkoła średnia. Ogółem uczyło się w nich 3142 dzieci i pracowało 69 nauczycieli.

## Miasta i gminy
Poniższa tabela podaje podstawowe dane dla miast i gmin powiatu wołkowyskiego według stanu z 30 września 1921 roku.
| No | Jednostka   | Siedziba władz  | Rodzaj jednostki | Ludność | Budynków mieszkal-nych | Miejsco-wości |
| -- | ----------- | --------------- | ---------------- | ------- | ---------------------- | ------------- |
| 1  | Świsłocz    | Świsłocz        | miasto           | 2935    | 356                    | 1             |
| 2  | Wołkowysk   | Wołkowysk       | miasto           | 11100   | 1143                   | 1             |
| 3  | Zelwa       | Zelwa           | miasto           | 2064    | 278                    | 1             |
| 1  | Biskupice   | Wołkowysk       | gmina wiejska    | 3481    | 576                    | 31            |
| 2  | Izabelin    | Izabelin        | gmina wiejska    | 4676    | 830                    | 87            |
| 3  | Jałówka     | Jałówka         | gmina wiejska    | 6662    | 1367                   | 51            |
| 4  | Krzemienica | Krzemienica     | gmina wiejska    | 10992   | 1881                   | 62            |
| 5  | Łysków      | Łysków          | gmina wiejska    | 5049    | 1035                   | 67            |
| 6  | Międzyrzecz | Międzyrzecz     | gmina wiejska    | 4577    | 869                    | 65            |
| 7  | Mścibów     | Mścibów         | gmina wiejska    | 8587    | 1500                   | 60            |
| 8  | Piaski      | Piaski          | gmina wiejska    | 8276    | 1470                   | 76            |
| 9  | Podorosk    | Podorosk        | gmina wiejska    | 3242    | 565                    | 39            |
| 10 | Porozów     | Porozów         | gmina wiejska    | 9017    | 1799                   | 86            |
| 11 | Roś         | Roś             | gmina wiejska    | 5594    | 1111                   | 71            |
| 12 | Słowatycze  | Słowatycze      | gmina wiejska    | 2639    | 648                    | 33            |
| 13 | Święcica    | Święcica Wielka | gmina wiejska    | 3875    | 714                    | 42            |
| 14 | Świsłocz    | Świsłocz        | gmina wiejska    | 8195    | 1401                   | 122           |
| 15 | Tarnopol    | Tarnopol        | gmina wiejska    | 3305    | 683                    | 38            |
| 16 | Tereszki    | Werejki         | gmina wiejska    | 5572    | 969                    | 52            |
| 17 | Zelwa       | Zelwa           | gmina wiejska    | 3218    | 540                    | 24            |
| 18 | Zelzin      | Zelzin          | gmina wiejska    | 2205    | 440                    | 33            |

## Zmiany administracyjne 1920–1933
30 grudnia 1922 zniesiono trzy gminy (Słowatycze, Święcica i Zelzin), utworzono jedną (Szydłowicze) oraz dokonano licznych zmian terytorialnych między gminami:
| Z gminy     | Do gminy    | Gromady (miejscowości)                                                                                        |
| ----------- | ----------- | --- |
| Tereszki    | Roś         | Dychnowicze (wieś Dychnowicze, wieś i gajówka Ignatowce)                                                      |
| Tereszki    | Roś         | Olchowo (wieś Olchowo)                                                                                        |
| Roś         | Biskupice   | Kołłątaje (wieś Kołłątaje, folwarki Kołłątaje, Łozy i Zygmuntowo, oraz osada Kołłątaje)                       |
| Roś         | Biskupice   | Liczyce (wieś Liczyce)                                                                                        |
| Roś         | Biskupice   | Piataki (wieś Piataki)                                                                                        |
| Roś         | Biskupice   | Skuraty (wieś Skuraty)                                                                                        |
| Krzemienica | Biskupice   | Szaulicze (wieś Szaulicze Rządowe, kolonię i folwark Jundziłowszczyzna oraz kolonie Nemejkowszczyzna i Hajki) |
| Mścibów     | Biskupice   | Kościewicze (wieś Kościewicze)                                                                                |
| Mścibów     | Biskupice   | Cimochy (wieś Cimochy)                                                                                        |
| Mścibów     | Szydłowicze | Biegienie (wieś Bagienie)                                                                                     |
| Mścibów     | Szydłowicze | Bierdziki (wsie Bierdziki i Niewiarówka)                                                                      |
| Mścibów     | Szydłowicze | Bobyle (wieś Bobyle)                                                                                          |
| Mścibów     | Szydłowicze | Dziaki (wieś Dziaki)                                                                                          |
| Mścibów     | Szydłowicze | Janowicze (wieś Janowicze)                                                                                    |
| Mścibów     | Szydłowicze | Kosin (wsie Kosin, Menczele i Subacze)                                                                        |
| Mścibów     | Szydłowicze | Kukiełki (wieś Kukiełki)                                                                                      |
| Mścibów     | Szydłowicze | Miełowce (wieś Miełowce)                                                                                      |
| Mścibów     | Szydłowicze | Mosznie (wieś Mosznie [Moszny])                                                                               |
| Mścibów     | Szydłowicze | Orany (wsie Orany i Wilczuki)                                                                                 |
| Mścibów     | Szydłowicze | Ostrowczyce (wieś Ostrowczyce)                                                                                |
| Mścibów     | Szydłowicze | Ozieranki (wsie Ozieranki Małe, Ozieranki Wielkie i Bancerowszczyzna)                                         |
| Mścibów     | Szydłowicze | Piatczyce (wsie Piatczyce i Zieniowce)                                                                        |
| Mścibów     | Szydłowicze | Snopki (wieś Snopki)                                                                                          |
| Mścibów     | Szydłowicze | Szydłowicze (wieś Szydłowicze)                                                                                |
| Mścibów     | Szydłowicze | Talkowce (wieś Talkowce)                                                                                      |
| Mścibów     | Szydłowicze | Wiszniewicze (wieś Wiszniewicze)                                                                              |
| Świsłocz    | Mścibów     | Olekszyce (wieś Olekszyce)                                                                                    |
| Świsłocz    | Mścibów     | Jatwieź (wieś Jatwieź)                                                                                        |
| Świsłocz    | Mścibów     | Nieścierowicze (wieś Nieścierowicze [Nestorowicze])                                                           |
| Porozów     | Świsłocz    | Michałki (wsie Michałki Wielkie i Michałki Małe oraz kolonia Izrael)                                          |
| Jałówka     | Tarnopol    | Bołtryki (wsie Bołtryki i Rudnia)                                                                             |
| Jałówka     | Tarnopol    | Bondary (wsie Bondary, Garbary i Rybaki)                                                                      |
| Jałówka     | Tarnopol    | Tanica (wsie Bagniuki, Tanica Dolna i Tanica Górna)                                                           |
| Święcica    | Biskupice   | Choćkowce (wieś i folwark Choćkowce)                                                                          |
| Święcica    | Porozów     | Hornostajewicze (wieś i folwark Hornostajewicze)                                                              |
| Święcica    | Porozów     | Kobuzie (wieś i folwark Kobuzie)                                                                              |
| Święcica    | Porozów     | Kowale (wieś Kowale)                                                                                          |
| Święcica    | Porozów     | Kusińce (wieś Kusińce)                                                                                        |
| Święcica    | Porozów     | Puszczyki (wsie Puszczyki, Hruszczany i Zahorany oraz folwark Walickowszczyzna)                               |
| Święcica    | Porozów     | Sokolniki wieś (wieś Sokolniki I)                                                                             |
| Święcica    | Porozów     | Sokolniki osada (wieś Sokolniki II)                                                                           |
| Święcica    | Porozów     | Bobrowniki Wielkie (wieś Bobrowniki Wielkie)                                                                  |
| Święcica    | Porozów     | Wierebiejki (wsie Wierebiejki i Bobrowniki Małe)                                                              |
| Święcica    | Porozów     | Wilejsze (wsie Wilejsze, Downary, Skrebły, oraz folwarki Wilejsze i Skrebły)                                  |
| Święcica    | Porozów     | Tołoczmany (folwark Tołoczmany)                                                                               |
| Święcica    | Izabelin    | Gieruciów (wsie Gieruciów I, Gieruciów II i Połujanki oraz folwark Gieruciów)                                 |
| Święcica    | Izabelin    | Zadworzańce (wsie Zadworzańce i Sidorki)                                                                      |
| Święcica    | Izabelin    | wieś Rakowszczyzna (włączona do gromady Machajły)                                                             |
| Święcica    | Mścibów     | Wierdomicze (wieś i folwark Wierdomicze)                                                                      |
| Święcica    | Mścibów     | Nowosiółki (wsie Chilmonowce, Nowosiółki, Wielkie Sioło i Zarzeczany)                                         |
| Święcica    | Mścibów     | Święcica Wielka (folwark Święcica Wielka)                                                                     |
| Święcica    | Mścibów     | Święcica Mała (folwarki Święcica Mała i Marysin)                                                              |
| Święcica    | Świsłocz    | Łaszewicze (wsie Łaszewicze i Prazdniki)                                                                      |
| Zelzin      | Łysków      | Krupa (wsie Krupa i Bojary oraz folwarki Brantowce i Krupa)                                                   |
| Zelzin      | Łysków      | Mozole (wieś Mozole oraz folwarki Celinowo, Szejpiaki i Wygoda)                                               |
| Zelzin      | Łysków      | Zelzin (wsie Zelzin, Apelanowicze, Brantowce i Buszniaki, oraz folwarki Zelzin II, Jałowo i Włóki)            |
| Zelzin      | Łysków      | Zieleniewicze (wsie Zieleniewicze, Zienowicze i Jaroszewicze oraz folwark Zieleniewicze)                      |
| Zelzin      | Łysków      | Szpaki (wieś Szpaki oraz folwark Zelzin I)                                                                    |
| Zelzin      | Podorosk    | Kuziewicze (wieś Kuziewicze)                                                                                  |
| Zelzin      | Podorosk    | Hołowczyce (wsie Hołowczyce i Raczki, oraz folwark Danejkowszczyzna)                                          |
| Zelzin      | Podorosk    | Hołowczyce osada (folwarki Hołowczyce i Natalin)                                                              |
| Zelzin      | Podorosk    | Mąciaki (wieś i folwark Mąciaki)                                                                              |
| Zelzin      | Podorosk    | Konoplisko (folwarki Konoplisko, Michalin, Olesin i Tadzin)                                                   |
| Zelzin      | Podorosk    | wsie Hirycze i Zalesiany (włączone do gromady Todrosy)                                                        |
| Międzyrzecz | Zelwa       | Karolin (wieś i folwark Karolin)                                                                              |
| Międzyrzecz | Zelwa       | Żerno II (folwark Żerno)                                                                                      |
| Słowatycze  | Międzyrzecz | Agatowo (wieś Agatowo)                                                                                        |
| Słowatycze  | Międzyrzecz | Cierechowicze (wieś oraz folwarki Komary, Michalin Mały i Szyrkowicze)                                        |
| Słowatycze  | Międzyrzecz | Mielachowicze (wieś i folwark Mielachowicze)                                                                  |
| Słowatycze  | Międzyrzecz | Jarutycze (wieś Jarutycze)                                                                                    |
| Słowatycze  | Międzyrzecz | Pawłowicze (wsie Pawłowicze i Słowatycze, folwark Mazurkowszczyzna oraz osady Śmieck i Struga)                |
| Słowatycze  | Międzyrzecz | Zaprudzie (wieś Zaprudzie)                                                                                    |
| Słowatycze  | Międzyrzecz | Chomicze (wieś Chomicze i osada Sieczyszcze)                                                                  |
| Słowatycze  | Międzyrzecz | Piczuki (wsie Piczuki i Owieczyce oraz folwark Ułasowszczyzna)                                                |
| Słowatycze  | Międzyrzecz | Iwaszkiewicze (wieś i folwark Iwaszkiewicze)                                                                  |
| Słowatycze  | Międzyrzecz | Koszele (wieś Koszele i folwark Meracze)                                                                      |
| Słowatycze  | Międzyrzecz | Rościewicze (wieś Rościewicze)                                                                                |
| Słowatycze  | Międzyrzecz | Pieniuha (wsie Pieniuha i Cyganówka oraz folwark Pieniuha)                                                    |
| Słowatycze  | Międzyrzecz | Pietrowicze (wieś Pietrowicze)                                                                                |
| Słowatycze  | Międzyrzecz | Zieńkowce (folwark Zieńkowce)                                                                                 |

W 1926 roku zlikwidowano status miejski Zelwy, włączając ją do gminy Zelwa.
1 kwietnia 1927 część obszaru gminy Biskupice (część majątku Pietraszowce o obszarze 163 ha 3506 m²) włączono do Wołkowyska.

## Gromady
16 października 1933 gminy powiatu wołkowyskiego podzielono na 389 gromad:
| Gmina       | Liczba gromad | Gromady |
| ----------- | ------------- | --- |
| Biskupice   | 22            | Biskupice, Baczeńce, Cimochy, Choćkowce, Grudy, Janowo-Teklino, Jasienowica, Jatwieź, Kołłątaje, Kościewicze, Leśniaki, Liczyce, Oszmiańce, Olszymowo, Piataki, Piekary, Rupejki, Skuraty, Szaulicze, Wojtkiewicze, Wola i Zaleszany |
| Izabelin    | 22            | Bohdzie, Chorużańce, Chorużewo, Dąbrowniki, Drohiczany, Gieruciów, Hryniewicze, Izabelin, Kamienica, Kobylaki, Korewicze, Łopienica Mała, Maciejowce, Michajły, Niziany, Pasutycze, Pawłowszczyzna, Sieheniowszczyzna, Szambelin, Truńce, Zabohonie i Zadworzańce |
| Jałówka     | 22            | Bachury, Budy, Ciesówka, Ciwoniuki, Dreczany, Jałówka, Juszkowy Gród, Kituryki, Kondratki, Kuchmy, Leonowicze, Łuplanka, Niezbodzicze, Nowosady, Podozierany, Rakowszczyzna, Straszewo, Szymki, Wiejki, Wierobie, Zaleszany i Zareczany |
| Krzemienica | 23            | Awdziejewicze, Derkacze, Hryckiewicze, Jałucewicze, Kaniowce, Krzemienica Kościelna, Krzemienica Dolna, Lachowicze, Lebiady, Leonowicze, Podbołocie, Podhruszany, Rekście, Rohoźnica Mała, Rohoźnica Wielka, Rohoźnica os., Samarowicze, Stanielewicze, Wejszyce, Wiszniówka, Wojdziewicze, Wojniewicze i Zadworze |
| Łysków      | 25            | Chaniewicze, Hrusk, Huta, Janin, Janopol, Kornedź, Krupa, Kuklicze, Liberpol, Ławrynowicze, Łysków, Mogilowce, Mosiewicze, Mozole, Nowiki, Ososzniki, Rozalin, Rudnia, Sobolki, Szpaki, Terechowicze, Wereszczaki, Wiljanowo, Zelzin i Zieleniewicze |
| Międzyrzecz | 29            | Agatowo, Bezwodne, Ceglewicze, Chomicze, Cierechowicze, Dobrosielce, Dziergiele, Iwaszkiewicze, Janowszczyzna, Jarutycze, Junkowszczyzna, Klepacze, Koszele, Kościewicze, Krzesła, Leszno, Mielachowicze, Międzyrzecz, Pawłowicze (ze Słowatyczami), Piczuki, Pieniuga, Pietrowicze, Rościewicze, Rudziewicze, Szyjki, Tałałajki, Zadworze, Zaprudzie i Zieńkowce                                                             |
| Mścibów     | 22            | Andrzejewicze, Bagoń, Hniezno, Hołynka, Janysze, Jaryłówka, Jatwieź, Leśniki, Moczulisko, Montowty, Mścibów, Nieścierowicze, Nowosiółki, Ogrodniki, Olekszyce, Prudno, Rybaki, Szandry, Szuściki, Święcica Mała, Święcica Wielka i Wierdomicze |
| Piaski      | 30            | Borki, Dominiszki, Dylewszczyzna, Gliniszcze, Honczary, Hryćki, Koladycze, Kopacze, Kukucie, Kutniki, Lada, Lichinicze, Ławry, Malkiewicze, Miżewo, Mosiewicze, Niewiarowicze, Osowlany, Pacewicze, Parafianowicze, Piaski, Pliszcza, Podwórna, Samojłowicze Dolne, Samojłowicze Górne, Siniewicze, Strubnica, Zabłocie, Zarudawie i Zelwiany                                                                                 |
| Podorosk    | 21            | Daszkiewicze, Derenie, Dubicze, Dubowo, Hołowczyce, Hołowczyce os., Hołyszki, Hubczyce, Koniuchy, Konoplisko, Kuziewicze, Monciaki, Omszary, Poczerniejki, Podorosk, Sawonie, Siewoszki, Todrosy, Werusin, Wielka Wieś i Zadworzany |
| Porozów     | 36            | Bierniki, Bobrowniki Wielkie, Bojare, Bojkiewicze, Chrustów, Dzieżkowce, Hornostajewicze, Kobuzie, Kołonna Mała, Kołonna Wielka, Kowale, Kropiwnica, Kulewicze, Kusińce, Leski wieś, Leski os., Lidziany, Mińków, Mosuszyn, Motosze, Narkiewicze, Nowosiółki, Nowy Dwór, Oszczep, Porozów, Pracucicze, Puszczyki, Sokolniki wieś, Sokolniki os., Studzienniki, Szurycze, Telaki, Terespol, Tołoczmany, Wierobiejki i Wilejsze |
| Roś         | 24            | Andrusze, Bobłowo, Dychnowicze, Dzięciołowicze, Endrychowce, Krasne Sioło, Krzywonosy, Moczulno, Nowe Sioło, Nowosiółki I, Nowosiółki II, Olchowo, Pasynki, Podroś, Pohorany, Roś, Rybaki, Skrzybowo, Stańkowce, Studzieniec, Wiechotnica, Wierzbowo, Zahory i Zarzeczany I |
| Szydłowice  | 17            | Biegienie Wielkie, Bierdziki, Bobyle, Dziaki, Janowicze, Kosin, Kukiełki, Miełowce, Mosznie, Orany, Ostrowczyce, Ozieranki, Piatczyce, Snopki, Szydłowice, Talkowce i Wiszniewicze |
| Świsłocz    | 37            | Bortniki, Chańczyce, Czaplicze, Dobrowola, Dudzicze, Dworczany, Grycki, Hłuszki, Hołobudy, Horbacze, Hrycewicze, Hrynki I, Hrynki II, Jakuszówka, Jatwiesk, Jeziorzysko, Juszkiewicze, Klepacze, Kołosy, Kwatery, Lichosielce, Łaszewicze, Mańczyce, Michałki, Mieńki, Pacuje, Pawluszki, Połonka, Raniewicze, Romanowce, Rożki, Rudnia, Stoki, Syrojeżki, Widziejki, Zanki I i Zanki II                                      |
| Tarnopol    | 16            | Bołtryki, Bondary, Eliaszuki, Grodzisk, Leśna, Lewkowo Nowe, Lewkowo Stare, Łuka, Mikłaszewo, Nowiny, Odnoga, Planta, Siemianówka, Suszcza, Tanica i Tarnopol |
| Tereszki    | 28            | Bojdaty, Duchowlany, Dulowce, Dziewiątkowce, Jeżowce, Kuropaty, Kuwieki, Kuźmicze, Leoniewicze, Lwówka, Maćkowce, Małafiowce, Milkowce, Myśluki, Nowosady, Nowosiółki, Ogrodniki, Połoszki, Pożarki, Słowiki, Sznipowo, Tereszki, Werejki, Załuczany, Zancewicze, Zubowszczyzna, Żarna i Żeniowce |
| Zelwa       | 15            | Bereżki, Borodzicze, Chołstowo, Dołgopolicze, Horno, Karolin, Konno I, Konno II, Krzywokonno, Ławrynowicze, Nowosiółki, Zblany, Zelwa, Żerno I i Żerno II |

## Starostowie
- Bronisław Szymański (1920-)[14]